# Kamensk-Šachtinskij
Kamensk-Šachtinskij è una città della Russia europea meridionale (oblast' di Rostov).
Si trova lungo il versante settentrionale delle alture del Donec, 145 chilometri a nord del capoluogo regionale Rostov sul Don, sulle sponde del fiume Severskij Donec.
La città venne fondata con il nome di Kamenskij nel 1671 dai cosacchi del Don. Nel 1817 l'insediamento (nel frattempo spostato in un altro punto, a breve distanza dal precedente) assunse lo status di stanica e venne ribattezzato Kamenskaja. A partire dalla metà del XIX secolo nella cittadina di Kamenskaja vennero aperte alcune miniere di carbone e impiantate alcune fabbriche, dando il via allo sviluppo in senso industriale della città. La città ottenne lo status di città nel 1927, venendo poi successivamente (nel 1929) ribattezzata con l'attuale nome di Kamensk-Šachtinskij (šachti in russo significa miniere).
La città è al giorno d'oggi uno dei principali centri industriali della regione (industrie chimiche, meccaniche, alimentari); nella zona circostante sono ancora attive, inoltre, numerose miniere di carbone.